# Paenibacillus larvae
Paenibacillus larvae is een bacterie uit de familie Paenibacillaceae. Het organisme is gram-positief, staafvormig, en verspreidt endosporen
P. larvae veroorzaakt de ziekte Amerikaans vuilbroed (Histolysis infectiosa perniciosa larvae apium, Pestis americana larvae apium) bij de honingbij. De bacterie verandert de larve van de honingbij in een slijmerige, rottende massa die het gehele volk kan aantasten. Besmette volken moeten dan ook geruimd worden en het constateren van deze ziekte is aangifteplichtig. Dit betekent dat een bijenhouder wettelijk verplicht is om een uitbraak te melden aan de bevoegde instanties.
De bacterie heeft twee ondersoorten:
- Paenibacillus larvae subsp. larvae
- Paenibacillus larvae subsp. pulvifaciens

1. ↑  Zie AVB protocol https://web.archive.org/web/20160604212317/http://www.bijenhouders.nl/bijen-en-welzijn/avb-protocol